# Lohnweiler
Lohnweiler település Németországban, Rajna-vidék-Pfalz tartományban. Lakosainak száma 372 fő (2023. december 31.).

## Népesség
A település népességének változása:
| Lakosok száma | 476  | 402  | 397  | 381  | 384  | 372  |
|               | 1975 | 2017 | 2019 | 2021 | 2022 | 2023 |